# Anastrepha repanda
Anastrepha repanda är en tvåvingeart som beskrevs av Blanchard 1961. Anastrepha repanda ingår i släktet Anastrepha och familjen borrflugor. Inga underarter finns listade i Catalogue of Life.